# Numério Júlio César
Numério Júlio César foi, segundo o genealogista inglês James Anderson, o primeiro romano da gente Júlia a adotar o cognome César, dando origem à família César.
Ele seria filho ou neto de Lúcio Júlio Libão, que foi cônsul romano em 267 a.C., junto de Marco Atílio Régulo. Libão, o cônsul, seria filho de Lúcio Júlio Libão, sobre o qual nada se sabe, e este seria descendente do tribuno militar Lúcio Júlio Iulo.
Numério teria tido dois filhos, Lúcio Júlio César, do qual apenas se sabe o nome, e Sexto Júlio César, que foi pretor no ano 545 ab urbe condita. Lúcio, filho de Numério, foi o pai de Sexto Júlio César, que foi tribuno militar sob Lúcio Emílio Paulo e procônsul na Ligúria em 575 ab urbe condita. De Sexto Júlio César descendem todos os outros membros famosos da família: Júlio César, o ditador, e Marco Antônio, o triúnviro, eram seus trisnetos.